# Dactylochelifer silvestris
Dactylochelifer silvestris es una especie de arácnido del orden Pseudoscorpionida de la familia Cheliferidae.

## Distribución geográfica
Se encuentra en Colorado, Utah, Oregón, Idaho y Nuevo México en (Estados Unidos).